# Jovan Nišić
Jovan Nišić (Јован Нишић; sinh ngày 3 tháng 3 năm 1998) là một cầu thủ bóng đá Serbia thi đấu ở vị trí tiền vệ cho Pau FC.

## Sự nghiệp câu lạc bộ
Nišić gia nhập Partizan lúc 10 tuổi. Anh ký hợp đồng chuyên nghiệp đầu tiên cùng với câu lạc bộ ngày 13 tháng 2 năm 2016, thời hạn 3 năm. Sau đó, Nišić được gửi đến đội liên kết Teleoptik. Anh giúp đội bóng vô địch Beograd mùa giải 2016–17, do đó giành quyền thăng hạng Serbian First League.

## Sự nghiệp quốc tế
Nišić đại diện Serbia ở cả hai cấp đội U-17 và U-19, nhưng không được tham gia các giải đấu trẻ lớn nào.

## Danh hiệu
Teleoptik
- Serbian League Belgrade: 2016–17